# Prokolagen galaktoziltransferaza
Prokolagen galaktoziltransferaza (EC 2.4.1.50, hidroksilizinska galaktoziltransferaza, kolagenska galaktoziltransferaza, kolagen hidroksilizil galaktoziltransferaza, UDP galaktoza-kolagen galaktoziltransferaza, uridin difosfogalaktoza-kolagen galaktoziltransferaza, UDPgalaktoza:5-hidroksilizin-kolagenska galaktoziltransferaza, UDP-galaktoza:prokolagen-5-hidroksi--lizin -galaktoziltransferaza) je enzim sa sistematskim imenom UDP-alfa--galaktoza:prokolagen-5-hidroksi--lizin -galaktoziltransferaza. Ovaj enzim katalizuje sledeću hemijsku reakciju
UDP-alfa--galaktoza + prokolagen 5-hidroksi--lizin {\displaystyle \rightleftharpoons } UDP + prokolagen 5-(D-galaktoziloksi)-L-lizin
Ovaj enzijm verovatno učestvuje u sintezi ugljenohidratnih jednica u komplementu (cf. EC 2.4.1.66, prokolagen glukoziltransferaza).

## Spoljašnje veze
- Procollagen+galactosyltransferase на 